# Ronde van Burgos 2008
De Ronde van Burgos 2008 (Spaans: Vuelta a Burgos 2008) werd gehouden van maandag 4 augustus tot en met vrijdag 8 augustus en maakte deel uit van de UCI Europe Tour 2008. De renners moesten in totaal 802 kilometers afleggen in de 30ste editie van deze wielerronde, verdeeld over vijf etappes. De eindwinnaar werd Xabier Zandio. Hij won met twaalf seconden voorsprong op zijn landgenoot Iñigo Landaluze, Walter Pedraza was de nummer drie.

## Klassementsleiders
| Etappe    | Algemeen         | Punten              | Berg              | Sprint              | Ploegen          |
| 1         | Andrej Koenitski | Andrej Koenitski    | Francisco Delgado | Eloy Teruel         | Caisse d'Epargne |
| 2         | Andrej Koenitski | Andrej Koenitski    | Diego Gallego     | Eloy Teruel         | Caisse d'Epargne |
| 3         | Andrej Koenitski | Jawhen Hoetarovitsj | Diego Gallego     | Christophe Edaleine | Caisse d'Epargne |
| 4         | Andrej Koenitski | Jawhen Hoetarovitsj | Diego Gallego     | Christophe Edaleine | Caisse d'Epargne |
| 5         | Xabier Zandio    | Jawhen Hoetarovitsj | Juan José Cobo    | Christophe Edaleine | Caisse d'Epargne |
| Eindstand | Xabier Zandio    | Jawhen Hoetarovitsj | Juan José Cobo    | Christophe Edaleine | Caisse d'Epargne |

## Etappe-uitslagen

### 1e etappe
| Medina de Pomar – Villarcayo (150 km) |                   |                  |          |
| Plaats                                | Naam              | Ploeg            | tijd     |
| Winnaar                               | Andrej Koenitski  | Acqua & Sapone   | 3u24'45" |
| 2                                     | Julien Loubet     | AG2R-La Mondiale | +00' 18" |
| 3                                     | Xabier Zandio     | Caisse d'Epargne | +00' 21" |
|                                       |                   |                  |          |
| 8                                     | Stijn Vandenbergh | AG2R-La Mondiale | +00' 50" |
| 11                                    | Koen de Kort      | Astana           | z.t.     |

### 2e etappe
| Belorado – Miranda de Ebro (186 km) |                     |                       |          |
| Plaats                              | Naam                | Ploeg                 | tijd     |
| Winnaar                             | Jawhen Hoetarovitsj | La Française des Jeux | 4u13'54" |
| 2                                   | Stéphane Poulhiès   | AG2R-La Mondiale      | z.t.     |
| 3                                   | Tomas Vaitkus       | Astana                | z.t.     |
|                                     |                     |                       |          |
| 4                                   | Wouter Weylandt     | Quick Step            | z.t.     |
| 8                                   | Stefan van Dijk     | Mitsubishi-Jartazi    | z.t.     |

### 3e etappe
| Melgar de Fermanental – Burgos (149 km) |                     |                       |          |
| Plaats                                  | Naam                | Ploeg                 | tijd     |
| Winnaar                                 | Koldo Fernández     | Euskaltel-Euskadi     | 3u19'43" |
| 2                                       | Stefan van Dijk     | Mitsubishi-Jartazi    | z.t.     |
| 3                                       | Jawhen Hoetarovitsj | La Française des Jeux | z.t.     |
|                                         |                     |                       |          |
| 4                                       | Wouter Weylandt     | Quick Step            | z.t.     |

### 4e etappe
| Burgos – Aranda de Duero (162 km) |                     |                       |          |
| Plaats                            | Naam                | Ploeg                 | tijd     |
| Winnaar                           | Jawhen Hoetarovitsj | La Française des Jeux | 3u50'18" |
| 2                                 | Tomas Vaitkus       | Astana                | z.t.     |
| 3                                 | Elia Rigotto        | Team Milram           | z.t.     |
|                                   |                     |                       |          |
| 4                                 | Stefan van Dijk     | Mitsubishi-Jartazi    | z.t.     |
| 12                                | Wouter Weylandt     | Quick Step            | z.t.     |

### 5e etappe
| Vilviestre del Pinar – Lagunas de Neila (155 km) |                      |                       |          |
| Plaats                                           | Naam                 | Ploeg                 | tijd     |
| Winnaar                                          | Juan José Cobo       | Scott-American Beef   | 3u53'10" |
| 2                                                | Manuel Vázquez Hueso | Contentpolis - Murcia | +00' 09" |
| 3                                                | Daniel Moreno        | Caisse d'Epargne      | +00' 18" |
|                                                  |                      |                       |          |
| 12                                               | Bauke Mollema        | Rabobank              | +01' 39" |
| 33                                               | Gianni Meersman      | La Française des Jeux | +04' 22" |

## Eindklassementen
| Plaats      | Naam                 | Ploeg                  | Tijd      |
| ----------- | -------------------- | ---------------------- | --------- |
| Paarse trui | Xabier Zandio        | Caisse d'Epargne       | 18u42'57" |
| 2           | Iñigo Landaluze      | Euskaltel-Euskadi      | + 00' 12" |
| 3           | Walter Pedraza       | Tinkoff Credit Systems | + 00' 19" |
| 4           | Julien Loubet        | AG2R-La Mondiale       | + 00' 23" |
| 5           | Ezequiel Mosquera    | Xacobeo Galicia        | + 00' 27" |
| 6           | Juan José Cobo       | Scott-American Beef    | + 00' 29" |
| 7           | Manuel Vázquez Hueso | Contentpolis - Murcia  | + 00' 38" |
| 8           | Andrej Koenitski     | Acqua & Sapone         | + 00' 41" |
| 9           | Daniel Moreno        | Caisse d'Epargne       | + 00' 47" |
| 10          | Stefano Garzelli     | Acqua & Sapone         | z.t.      |
|             |                      |                        |           |
| 15          | Bauke Mollema        | Rabobank               | + 03' 08" |
| 36          | Gianni Meersman      | La Française des Jeux  | + 05' 51" |

| Plaats      | Naam                 | Ploeg                 | Punten |
| ----------- | -------------------- | --------------------- | ------ |
| Groene trui | Jawhen Hoetarovitsj  | La Française des Jeux | 66     |
| 2           | Stefan van Dijk      | Mitsubishi-Jartazi    | 42     |
| 3           | Manuel Vázquez Hueso | Contentpolis - Murcia | 35     |

| Plaats    | Naam           | Ploeg               | Punten |
| --------- | -------------- | ------------------- | ------ |
| Rode trui | Juan José Cobo | Scott-American Beef | 46     |
| 2         | Diego Gallego  | Burgos Monumental   | 43     |
| 3         | Daniel Moreno  | Caisse d'Epargne    | 41     |

| Plaats      | Naam                    | Ploeg                      | Punten |
| ----------- | ----------------------- | -------------------------- | ------ |
| Blauwe trui | Christophe Edaleine     | AG2R-La Mondiale           | 13     |
| 2           | Ignacio Sarabia         | Extremadura-Grupo Gallardo | 12     |
| 3           | Francisco José Martínez | Andalucía-Cajasur          | 10     |

| Plaats | Ploeg               | Tijd      |
| ------ | ------------------- | --------- |
|        | Caisse d'Epargne    | 56u09'21" |
| 2      | Contentpolis-Murcia | + 04' 49" |
| 3      | Burgos Monumental   | + 06' 20" |

1946 · 1947 · 1948–1980 · 1981 · 1982 · 1983 · 1984 · 1985 · 1986 · 1987 · 1988 · 1989 · 1990 · 1991 · 1992 · 1993 · 1994 · 1995 · 1996 · 1997 · 1998 · 1999 · 2000 · 2001 · 2002 · 2003 · 2004 · 2005 · 2006 · 2007 · 2008 · 2009 · 2010 · 2011 · 2012 · 2013 · 2014 · 2015 · 2016 · 2017 · 2018 · 2019 · 2020 · 2021 · 2022 · 2023 · 2024 · 2025